# Alp Arslan d'Alep
Alp Arslan Al-Akhras ben Ridwan (1097, † 1114), dit le Bègue ou le Muet, est un émir seldjoukide d'Alep de 1113 à 1114, fils de Ridwan, émir d’Alep.

## Biographie
Fils de Ridwan, émir d'Alep de 1095 à 1113, il était affligé d’un défaut de prononciation, car bègue, et n’osait prendre la parole ce qui le qualifia du surnom de Muet. À la fin de sa vie, son père était entouré de conseillers Nizârites qui l’incitaient à pratiquer une politique francophile. La mort de Ridwan attise toutes les convoitises. Les Nizârites cherchent à prendre le contrôle de la ville pour la faire basculer dans le camp croisé, mais le qâdî Ibn al-Khashshâb organise leur massacre afin qu’Alep puisse servir de base à la reconquête islamique des états latins d’Orient,.
Alp Arslan, alors âgé de seize ans, approuve cette élimination des Ismaéliens et prend part au massacre, il élimine d’abord ses frères, dont il craint qu’ils ne lui disputent le trône, puis les conseillers et les serviteurs de son père qui lui déplaisent. Le cadi s’inquiète de ces tueries et lui recommande la modération, mais le prince ne veut rien entendre et la population d’Alep finit par comprendre que leur prince est un tyran sanguinaire et débauché,.
En politique extérieure, il hésite entre la politique de son père et une politique plus radicale envers les Francs. Quand Roger de Salerne, régent d’Antioche réclame le tribut annuel auquel est assujetti Alep, Alp Arslan le verse sans protester. Mais en janvier 1114, il se rend à Damas et négocie avec l’atabeg Tughtekin une alliance entre les deux cités. Cette alliance, si elle avait duré, aurait sérieusement menacé les états croisés, tout en restant suffisamment fort pour résister aux tentatives de mainmise de la Syrie par le grand sultan seldjoukide.
Mais les massacres continuent à Alep et son eunuque Loulou (« Perles »), qui est le seul qui ose encore l'approcher, craint lui-même pour sa vie et assassine son maître pendant son sommeil en septembre 1114. Il place alors sur le trône un autre fils de Ridwan, âgé de six ans, Soltan Shah.